# Kanton Amfreville-la-Campagne
Amfreville-la-Campagne is een voormalig kanton van het Franse departement Eure. Het kanton maakte sinds januari 2006 deel uit van het arrondissement Bernay, daarvoor behoorde het tot het arrondissement Évreux. Het werd opgeheven bij decreet van 25 februari 2014 met uitwerking op 22 maart 2015.

## Gemeenten
Het kanton Amfreville-la-Campagne omvatte de volgende gemeenten:
- Amfreville-la-Campagne (hoofdplaats)
- Le Bec-Thomas
- Fouqueville
- Le Gros-Theil
- La Harengère
- La Haye-du-Theil
- Houlbec-près-le-Gros-Theil
- Mandeville
- La Pyle
- Saint-Amand-des-Hautes-Terres
- Saint-Cyr-la-Campagne
- Saint-Didier-des-Bois
- Saint-Germain-de-Pasquier
- Saint-Meslin-du-Bosc
- Saint-Nicolas-du-Bosc
- Saint-Ouen-de-Pontcheuil
- Saint-Pierre-des-Fleurs
- Saint-Pierre-du-Bosguérard
- La Saussaye
- Le Thuit-Anger
- Le Thuit-Signol
- Le Thuit-Simer
- Tourville-la-Campagne
- Vraiville